# Comp
『comp』（コンプ）は、日本のミュージシャン奥田民生の8枚目のアルバムである。2005年4月27日発売。発売元はエスエムイーレコーズ。完全限定生産アナログ盤も同時発売。
2007年12月19日に完全生産限定盤、紙ジャケット仕様で再発。

## 概要
- 前作『LION』からわずか半年で発売された。アルバムのスパンは2年以上が通例となっていた奥田にとって異例の早さである。
- 当初は数曲あった『LION』のアウトテイクをリリースするために作業を開始したものの、ただアウトテイクを放出するのではアルバムリリースの理由として弱いと奥田が考え、新バンドMTR & Yによる曲に統一する事にした。そのため数曲を新たにレコーディング、結局未発表のままとなったアウトテイクもある。
- 前述のように本作以降、約10年続いたGOZから、新バンドMTR & Yでのレコーディング、及びツアーが行われるようになる。これによりギタリストは奥田1人となる。
- 先行シングルのリリースはなく、リードトラックとして「海の中へ」のPVが制作された。ただし奥田はこれに関わっておらず、PVにも出演していない。
- 今作に関しては通常のプロモーションを行わず、期間限定サイト「OT40.NET」を開設し、そこにインタビューや動画、ラジオなどを集約したプロモーションを展開した。

## 収録曲
| 全作詞・作曲: 奥田民生。 |                      |          |            |      |
| #                        | タイトル             | 作詞     | 作曲・編曲 | 時間 |
| 1.                       | 「ギブミークッキー」 | 奥田民生 | 奥田民生   | 3:54 |
| 2.                       | 「快楽ギター」       | 奥田民生 | 奥田民生   | 2:43 |
| 3.                       | 「ベビースター」     | 奥田民生 | 奥田民生   | 3:57 |
| 4.                       | 「細胞」             | 奥田民生 | 奥田民生   | 4:51 |
| 5.                       | 「海の中へ」         | 奥田民生 | 奥田民生   | 4:23 |
| 6.                       | 「スタウダマイヤー」 | 奥田民生 | 奥田民生   | 4:34 |
| 7.                       | 「船に乗る」         | 奥田民生 | 奥田民生   | 3:59 |
| 合計時間:                | 合計時間:            | 28:21    |            |      |

### 曲解説
1. ギブミークッキー
ライブの一曲目を想定して、シンプルな構成で「こういうバンドです」という自己紹介的な役割として作られた。イントロからしばらくベースが同じ音なのは、ベーシスト小原礼の業を見せ付けるという奥田の意図による。
2. 快楽ギター
奥田がジョン・ボーナムフリークである湊に、息抜きとして存分にレッド・ツェッペリンそのままのプレイをしてもらおうと作った曲。イントロもツェッペリンの「Rock And Roll」そのものである。ライブでは｢Out on the Tiles｣のイントロの後に演奏される。同じパターンで「Black Dog」のカバーを演奏することもある。
3. ベビースター
ひとり股旅スペシャル@広島市民球場にて「新曲」として演奏された曲。シングル『スカイウォーカー』と同時期にレコーディングされていた。
4. 細胞
最初は歌詞の「細胞」が「内容」だったが、それではあんまりだろうとなんとか「細胞」を捻り出した。
5. 海の中へ
リードトラック。歌詞は心中がテーマになっている。
6. スタウダマイヤー
作詞作業中に滞在していたロサンゼルスでの心境をそのまま歌詞にしている。
7. 船に乗る

## 参加ミュージシャン
- 奥田民生 - ボーカル、ギター、パーカッション
- 小原礼 - ベース、パーカッション
- 湊雅史 - ドラムス
- 斎藤有太 - キーボード、ハーモニー